# Raïon de Lepiel
Le raïon de Lepiel ou Lepel (en biélorusse : Лепельскі раён ; en russe : Лепельский район, Lepelski raïon) est une subdivision de la voblast de Vitebsk, en Biélorussie. Son centre administratif est la ville de Lepiel.

## Géographie
Le raïon couvre une superficie de 1 822,22 km2, dans le sud de la voblast. Le raïon de Lepiel est limité au nord par le raïon d'Ouchatchy, à l'est par le raïon de Bechankovitchy et le raïon de Tchachniki, au sud par la voblast de Minsk (raïon de Baryssaw et à l'ouest par le raïon de Dokchytsy. La forêt couvre 43 pour cent de la superficie du raïon, qui compte 140 lacs.

## Histoire
Le raïon fut créé le 17 juillet 1924 dans l'okroug de Borissov. Le raïon fit partie de l'okroug de Polotsk de juin 1927 à juillet 1930 puis fut rattaché directement à la RSS de Biélorussie. Le raïon est une subdivision de la voblast de Vitebsk depuis le 15 janvier 1938.

## Population

### Démographie
Les résultats des recensements de la population (*) font apparaître une relative stabilité de la population jusqu'à la fin du XXe siècle. La population diminue ensuite assez nettement.
| 1959*  | 1970*  | 1979*  | 1989*  | 1999*  | 2009*  |
| ------ | ------ | ------ | ------ | ------ | ------ |
| 46 766 | 45 339 | 40 758 | 43 308 | 42 699 | 35 367 |

### Nationalités
Selon les résultats du recensement de 2009, la population du raïon se composait de deux nationalités principales :
- 89,55 % de Biélorusses ;
- 7,79 % de Russes ;
- 1,64 % d'Ukrainiens.

### Langues
En 2009, la langue maternelle était le biélorusse pour 62,88 % des habitants du raïon de Lepiel et le russe pour 35,7 %. Le biélorusse était parlé à la maison par 32,74 % de la population et le russe par 64,84 %.